# 1810 Епиметей
Вижте пояснителната страница за други значения на Епиметей.
1810 Епиметей е астероид, открит на 24 септември 1960 от Корнелиус Йохан ван Хойтен, Ингрид ван Хойтен-Гроневелд и Том Герълс в обсерваторията Паломар. Наречен е на Епиметей, титан в древногръцката митология.